# Condado de Wałcz
Condado de Wałcz (polaco: powiat wałecki) é um powiat (condado) da Polónia, na voivodia da Pomerânia Ocidental. A sede do condado é a cidade de Wałcz. Estende-se por uma área de 1414,79 km², com 54 851 habitantes, segundo o censo de 2005, com uma densidade de 38,77 hab/km².

## Divisões admistrativas
O condado possui:
Comunas urbanas: Wałcz
Comunas urbana-rurais: Człopa, Mirosławiec, Tuczno
Comunas rurais: Wałcz
Cidades: Wałcz, Człopa, Mirosławiec, Tuczno

## Demografia
População (dados de 30 de Junho de 2005):
|          | Total   | Total | Mulheres | Mulheres | Homens  | Homens |
| -------- | ------- | ----- | -------- | -------- | ------- | ------ |
|          | pessoas | %     | pessoas  | %        | pessoas | %      |
| Total    | 54 851  | 100   | 28 145   | 51,3     | 26 706  | 48,7   |
| Cidades  | 33 281  | 100   | 17 380   | 52,2     | 15 901  | 47,8   |
| Povoados | 21 570  | 100   | 10 765   | 49,9     | 10 805  | 50,1   |